# Onparlementair taalgebruik
Onparlementair taalgebruik is een term die gebruikt wordt in verschillende parlementen voor het gebruik van onbeschaafde taal tijdens openbare debatten. Als uitspraken als zeer onrespectvol en/of onethisch worden ervaren zal dat voor de voorzitter reden zijn in te grijpen.

## België
In België bestaat er geen gedragscode voor parlementsleden. Zij genieten het recht zich volledig zonder dwang uit te drukken. 

## Verenigd Koninkrijk
In het Verenigd Koninkrijk spreekt men van unparliamentary language, het gebruik ervan wordt bestraft.

## Nederland
In Nederland wordt ook toegezien op het correct taalgebruik tijdens debatten. In de Tweede Kamer wordt 'onparlementair taalgebruik' sinds 2001 wel opgenomen in de 'Handelingen'. De parlementsvoorzitter kan nog wel bezwaar aantekenen tegen het woordgebruik. Tot 2001 kon de voorzitter ongewenst taalgebruik laten vervangen door een alternatief. De oorspronkelijke uitdrukking verdween dan in het zogenoemde lijkenarchiefje.
Tegenstanders wijzen op het recht van vrijheid van meningsuiting en de parlementaire onschendbaarheid. Toch voelen politici zich soms genoodzaakt hun taalgebruik in het parlement na een verzoek daartoe aan te passen.